# 제주속오군적부
제주속오군적부(濟州束伍軍籍簿)는 대한민국 제주특별자치도 제주시, 제주시청에 있는 조선시대의 군적부이다. 2002년 4월 17일 제주특별자치도의 문화재자료 제5호로 지정되었다.

## 개요
군적부는 당시 군(속오군)에 대하여 상세히 기록한 책이다.
속오군은 정군이 아닌 예비군 조직으로 선조 27년 12월(1594)부터 지방에 설치되기 시작하여 선조 29년경에 마무리되었다.
군적부는 17세기 초(1620~1650)의 도내 군사 개개인에 대한 기록으로 군인별 출생지, 나이, 키, 예능, 얼굴특징 신분 등에 대하여 상세히 기록하였다.

## 참고 자료
- 제주속오군적부 - 국가유산청 국가유산포털